# Tall Dadin
Tall Dadin (arab. تل دادين) – wieś w Syrii, w muhafazie Aleppo. W 2004 roku liczyła 933 mieszkańców.